# Parc national de la Région boisée d'Orel
Le parc national de la Région boisée d'Orel (ou Orlovskoye Polesye), (russe : Орловское Полесье) est un parc national de Russie. Il a été créé par un décret du gouvernement russe le 9 janvier 1994. 

## Description
Il est situé dans la partie européenne de la Russie, au milieu du plateau central de Russie, au sein de l'oblast d'Orel. Il se trouve à 85 km au nord ouest de la ville d'Orel. Sa surface est de 77 745 hectares (777 km2). Il est recouvert de forêt (33 000 hectares en tout) et de steppe, et comprend une douzaine de lacs. Sa faune comprend des lynx, daims, élans, ours, ainsi que des castors, des loutres et des visons. On trouve également des tétras, perdrix, et des marmottes de steppes. L'animal le plus imposant est cependant le bison, réintroduit avec succès en 1996, et qui compte désormais près de 170 spécimens.
Le territoire du parc comprend une zone reculée de la taïga , avec de grandes portions de forêts, de lacs et de prairies couvertes de fleurs au printemps. Le Vytebet est la principale rivière qui traverse le parc.